# Liste der Kulturdenkmale in Oelixdorf
In der Liste der Kulturdenkmale in Oelixdorf sind alle Kulturdenkmale der schleswig-holsteinischen Gemeinde Oelixdorf (Kreis Steinburg) und ihrer Ortsteile aufgelistet (Stand: 10. März 2025).

## Legende
In den Spalten befinden sich folgende Informationen:
- Objekt-ID: die Nummer des Kulturdenkmales
- Lage: die Adresse des Kulturdenkmales und die geographischen Koordinaten. Kartenansicht, um Koordinaten zu setzen. In der Kartenansicht sind Kulturdenkmale ohne Koordinaten mit einem roten Marker dargestellt und können in der Karte gesetzt werden. Kulturdenkmale ohne Bild sind mit einem blauen Marker gekennzeichnet, Kulturdenkmale mit Bild mit einem grünen Marker.
- Offizielle Bezeichnung: Bezeichnung des Kulturdenkmales
- Beschreibung: die Beschreibung des Kulturdenkmales
- Bild: ein Bild des Kulturdenkmales

## Sachgesamtheiten
| Objekt-ID      | Lage                                        | Offizielle Bezeichnung       | Beschreibung | Bild |
| -------------- | ------------------------------------------- | ---------------------------- | --- | ---- |
| 49469 Wikidata | Oberstraße 61 (53° 55′ 43″ N, 9° 34′ 19″ O) | Fachhallenhaus Oberstraße 61 | Fachhallenhaus mit Nebengebäude; 1778, Ende 19. Jh.; stattliches ehem. Wohn- und Wirtschaftsgebäude mit Reetdach, rückwärtig eingeschossiges Nebengebäude in Backstein mit Drempel und flachem Satteldach - Begründung: geschichtlich, Kulturlandschaft prägend - Schutzumfang: Fachhallenhaus, Nebengebäude | BW   |

## Bauliche Anlagen
| Objekt-ID      | Lage                                            | Offizielle Bezeichnung | Beschreibung | Bild            |
| -------------- | ----------------------------------------------- | ---------------------- | --- | --------------- |
| 20665 Wikidata | Breitenburger Weg (53° 54′ 50″ N, 9° 32′ 57″ O) | Pavillon Amönenhöhe    | Alteintragung (Aktualisierung vorgesehen) Begründung: geschichtlich, Kulturlandschaft prägend Schutzumfang: gesamtes Objekt Denkmaltyp: Bauliche Anlage | Fotos hochladen |
| 10044          | Chaussee 7 (53° 55′ 37″ N, 9° 33′ 47″ O)        | Kate                   | Kate; 1872 unter dem Grafen Kuno zu Rantzau-Breitenburg errichtet; eingeschossiges, giebelständiges Backsteingebäude unter reetgedecktem Satteldach, mit jüngerem, querstehendem Stallgebäude. - Begründung: geschichtlich, städtebaulich, Kulturlandschaft prägend - Schutzumfang: Kate, Stallgebäude - Denkmaltyp: Bauliche Anlage | BW              |
| 23790 Wikidata | Oberstraße 38–40 (53° 55′ 43″ N, 9° 34′ 2″ O)   | Alte Kate              | Alteintragung (Aktualisierung vorgesehen) - Begründung: geschichtlich, wissenschaftlich, städtebaulich - Schutzumfang: gesamtes Objekt - Denkmaltyp: Bauliche Anlage | BW              |
| 9322 Wikidata  | Oberstraße 61 (53° 55′ 43″ N, 9° 34′ 19″ O)     | Fachhallenhaus         | Fachhallenhaus; 1778; ehem. Wohn- und Wirtschaftsgebäude mit Döns von 1788, ortsfeste Ausstattung, Reetdach am Wohngiebel abgewalmt - Begründung: geschichtlich, Kulturlandschaft prägend - Schutzumfang: gesamtes Objekt - Denkmaltyp: Bauliche Anlage, Sachgesamtheit: Fachhallenhaus Oberstraße 61                                | BW              |

## Gründenkmale
| Objekt-ID | Lage                                   | Offizielle Bezeichnung                              | Beschreibung | Bild                             |
| --------- | -------------------------------------- | --------------------------------------------------- | --- | -------------------------------- |
| 47880     | Chaussee (53° 55′ 39″ N, 9° 33′ 36″ O) | Ehrenmalanlage für die Gefallenen beider Weltkriege | Ehrenmalanlage; Stele mit Gedenkinschrift über drei Podesten errichtet und durch Treppenanlage erschlossen, die Ausführung in Bruchsteinmauerwerk, auf dem Vorareal ein Findling mit Gedenkinschrift - Begründung: geschichtlich, Kulturlandschaft prägend - Schutzumfang: Ehrenmalanlage für die Gefallenen beider Weltkriege, - Denkmaltyp: Gründenkmal | weitere Fotos \| Fotos hochladen |

## Quelle
- Liste der Kulturdenkmale in Schleswig-Holstein – Kreis Steinburg

- Karte mit allen Koordinaten:
- OSM |
- WikiMap